# تشاتام هاوس
تأسس معهد تشاتام هاوس (Chatham House)، (والمعروف رسميا باسم المعهد الملكي للشؤون الدولية) عام 1920. وقد تأسس - على غرار مجلس العلاقات الخارجية الأميركية - عاما واحدا بعد عقد مؤتمر باريس للسلام في العام 1919. وكان أول رئيس لهذا المعهد هو روبرت سيسيل، كما احتل المؤرخ البريطاني الذائع الصيت، أرنولد توينبي، منصبَ مدير للمركز لاحقا. حصل المركز في عام 1923 على مقره المتميز في «جيميس سكوير» وسط لندن، والذي كان مقرا لسكن ثلاثة من رؤساء وزراء بريطانيا. ولأهمية هذا المبنى الذي اتخذ منه المركز مقرا له والمعروف بـ «شاثام هاوس» بدأت تغلب تسميته على تسمية المركز الرسمية، وهي المعهد الملكي للشؤون الدولية. (The Royal Institute of International Affairs).

## الفائزون جائزة شاثام هاوس

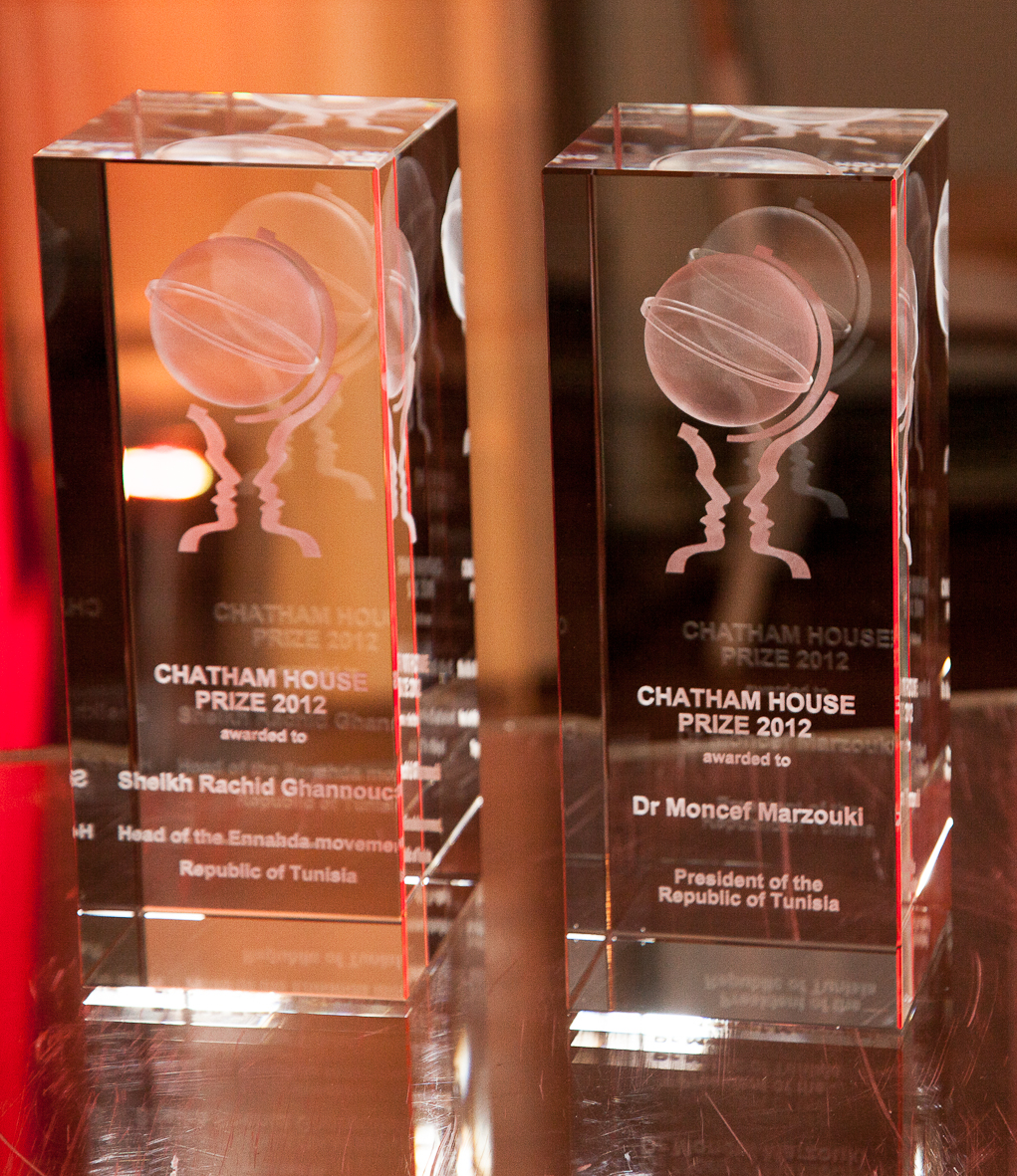
2012، محمد المنصف المرزوقي رئيس الجمهورية التونسية، الشيخ راشد الغنوشي رئيس حزب حركة النهضة التونسي

| السنة | الاسم                                                | الدولة           |
| ----- | ---------------------------------------------------- | ---------------- |
| 2005  | الرئيس فيكتور يوشتشينكو                              | أوكرانيا         |
| 2006  | الرئيس جواكيم شيسانو                                 | موزمبيق          |
| 2007  | الشيخة موزا بنت ناصر المسند                          | قطر              |
| 2008  | الرئيس جون كوفور                                     | غانا             |
| 2009  | الرئيس لويس إيناسيو لولا دا سيلفا                    | البرازيل         |
| 2010  | الرئيس عبد الله غل                                   | تركيا            |
| 2011  | زعيمة المعارضة أون سان سو تشي                        | ميانمار          |
| 2012  | الرئيس المنصف المرزوقي والشيخ راشد الغنوشي           | تونس             |
| 2013  | وزيرة الخارجية هيلاري كلينتون                        | الولايات المتحدة |
| 2014  | المؤسسة المشاركة لمؤسسة بيل ومليندا غيتس مليندا غيتس | الولايات المتحدة |
| 2015  | أطباء بلا حدود                                       | سويسرا           |

## التوجات والأهداف
يقدم المركز نفسه بوصفه «عبارة عن منظمة غير حكومية، محايدة مهمتها الأساسية هي تحليل الأحداث الدولية الجارية ومراقبتها وتقديم حقائق عنها لكل المهتمين مما قد يساهم إيجابا في تعميق فهم العالم لما يجري من أحداث وتطورات». وتحتل منصب رئيسة مجلس إدارة المركز الآن السيدة داني جوليز، كما يحتل منصب رئاسته روبن نوبليت منذ بداية 2007.
يقوم «شاثام هاوس» بإعداد الدراسات الرصينة في جميع المجالات الحيوية عالميا. ويصف القائمون على المؤسسة معهدهم بأنه: «تشكلة نادرة، يجتمع فيها الباحثون ومنظمات المجتمع المدني والدبلوماسيون والصحافيون والمنظمات غير الحكومية من أجل الخروج بنتائج تساعد في فهم التطورات والأحداث الجارية في أصقاع المعمورة». ويحتل المركز، بحكم سلطته المعرفية وتاريخه العريق، موقعا هاما في الوسط الأكاديمي العالمي، والبريطاني على وجه الخصوص. كما «يفتخر المركز بأنه دائما ما يُستخدَم كمصدر من أهم مصادر المعلومة من طرف الأفراد والحكومات الباحثة عن المعلومة المجردة المتعلقة بالقضايا الدولية».

## الاهتمامات
يُعتبر المركز واحدا من «أهم المراكز البحثية المهتمة بالقضايا السياسية في العالم»، وتغطي اهماماته معظم أصقاع العالم. إلا أن واحدا من أهم البرامج التابعة له حساسية وأهمية هو «برنامج دراسات الشرق الأوسط». تنجز أبحاث هذا البرنامج عن طريق التعاون والتنسيق مع كل المهتمين بقضايا الشرق الأوسط، ابتداء بالصحافيين المتابعين وانتهاء بالسياسيين الممارسين. يُنتج البرنامج الدراسات المعمقة عن الوضع المتأزم في الشرق الأوسط، كما يُنظم المؤتمرات واللقاءات بهذا الخصوص. وترأس هذا البرنامج السيدة لورا كوبر.

## أهم أنشطة برنامج الشرق الأوسط
تنبثق أهمية برنامج دراسات الشرق الأوسط وحيويته من الطبيعة المتأزمة للمنطقة المدروسة، فالعلاقات العربية-الإسرائيلية حبلى بالأحداث، والتطورات في الخليج ظلت متجددة خلال العقدين الماضيين. وتتمثل أهم نشاطات هذا البرنامج في النقاط التالية:
- نشر البحوث المعمقة والمقالات.
- تنظيم الملتقيات الدولية للبحث، وكان آخرها ما تم أخيرا في رام الله وبيروت ودمشق.
- الطاولات المستديرة مع الباحثين الزائرين.
- المؤتمرات
- استشارات للمعنين بقضايا الشرق الأوسط، ويتم ذلك إما مباشرة أو عن طريق إعداد نصائح أو دراسات خاصة.
- المؤتمرات الصحافية للإنارة حول نقطة معينة.
- حوارات مع السياسيين والباحثين الزائرين.
- المحاضرات.

أهم الباحثين بالمركز
- ريم علاف (Rim Allaf): مجال التخصص هو الصراع العربي الإسرائيلي، سوريا، الإسلام والغرب. من آخر دراساتها: «المرأة في الأردن: الإسلام، والعمل، ومراجعة القوانين». و«أسلحة الدمار الشامل الحقيقية».
- غورد نونمان (Gerd Noneman) يغطي مجال اختصاصه الخريطة السياسية في الخليج، والتطور السياسي داخل الأسر الخليجية الحاكمة، إضافة إلى العلاقات الأوروبية الشرق أوسطية.
- علي أنصاري (Ali Ansari): متخصص في التاريخ السياسي لإيران، وعلاقة إيران الخارجية وخاصة بالغرب. من آخر دراساته: «التصدي لإيران: أنموذج فشل السياسة الخارجية الأميركية».
- مهى عزام (Maha Azzam): متخصصة في ظاهرة «الإسلام السياسي»، و«الإسلام والعولمة». من آخر دراساتها: «الأبعاد المحلية والعالمية للتطرف الإسلامي في أوروبا».
- يوسي مكلبورغ (Yossi Mekelberg) يغطي مجال اختصاصه « تاريخ إسرائيل وسياساتها الخارجية، سياسات التنمية، العلاقات الدولية». من آخر منشوراته: «إيران وإسرائيل: من حرب الكلمات إلى كلام الحرب».

## دراسات المعهد وتأثيرها
يركز المعهد في أبحاثه على أهم الإشكاليات المطروحة عالميا. كما تركز اهتمامات باحثيه على أهم المناطق فاعلية في صنع الحدث الدولي. وتتمثل في: آسيا، أوروبا، الشرق الأوسط، أفريقيا، الأمركتان، روسيا وأستراليا. كما يهتم بدراسات الإشكاليات المنضوية تحت عناوين من قبيل: الطاقة ،التنمية والبيئة، الاقتصاد الدولي، الأمن الدولي، والقانون الدولي. وتتمتع أبحاث المركز بالكثير من الأهمية والتأثير.
ففي أغسطس من عام 2006، أصدر المركز دراسة تحت عنوان: «إيران وجيرانها والمعضلة المحلية» (Iran, its Neighbours and the Regional Crises)، وخلص هذا التقرير إلى أن «تأثير إيران داخل العراق أكثر وأعمق بكثير من تأثير القوة المحتلة لها وهي الولايات المتحدة». وأكد التقرير على أن «أي فعل عسكري قد تقوم به أميركا ضد إيران سيجر إلى مشاكل حقيقة في كل المنطقة وسيهدد الاستقرار الهش في كل الشرق الأوسط. وفي نهاية العام 2006، قام المدير السابق للمركز فيكتور بولمر توماس بنشر تقرير عن سياسة بلير الخارجية خلص فيه إلى أن «بلير قد ذهب بعيدا في تأييده للولايات المتحدة مما انعكس سلبا على وضع بريطانيا في أوروبا محيطِها الطبيعي». فقد لقى هذان التقريران حفاوة وحضورا لافتين جعلت بعض المتابعين يعتبرونهما كانا من محددات السياسة الخارجية البريطانية في هذا الصدد منذ لحظة صدورهما.

## الدوريات
ينشر المعهد سنويا أكثر من 50 عنوانا ما بين بحوث وكتب ومؤتمرات، ومن بين أهم الدوريات التابعة له:
- مجلة الشؤون الدولية (International Affairs): تصدر هذه المجلة 6 مرات في السنة (في: يناير/مارس/مايو/يوليو/سبتمبر/نوفمبر) وتعتبر أهم مجلة تعنى بالعلاقات الدولية في أوروبا. تتضمن المجلة مقالات وأبحاثا لأشهر الكتاب والمتعاونين مع المركز، وتعالج القضايا المطروقة عالميا.
- مجلة العالم اليوم (The world Today): تصدر هذه المجلة بشكل شهري منذ عام 1945. وقد تابعت القضايا الساخنة عاليما منذ 60 سنة، وتكتب فيها مجموعة من أكفأ باحثي المركز والمتعاونين معه، ويتوزع مشتركوها في أكثر من 80 دولة في جميع القارات. وتعتبر واحدة من أكثر المجلات الدراسية حضورا على المستوى الأكاديمي العالمي.
- المؤتمرات: ينظم المعهد بشكل دوري مجموعة من المؤتمرات والورشات بهدف إعداد تصورات عن أي موضوع يختاره القائمون على المعهد. وتشكل مثل هذه المؤتمرات فرصة لتبادل الأفكار مع مجموعة من أهم الساسة والباحثين.

## آخر الدراسات
- باكستان.. هل هي نهاية الحظ؟ (Pakistan: Luck Running Out?)

هذه الدراسة منشورة بمجلة «العالم اليوم»، التابعة للمعهد، وهي معدة بقلم فرزانا شيخ. تنطلق الدراسة من فكرة طريفة. «فالرئيس الباكستاني صرح مرارا بأنه محظوظ مثل غيره من القادة المتميزين عبر التاريخ». وقد وجد أمامه الحرب على الإرهاب فركب موجتها منتهزا عبارة بوش الشهيرة «إما أن تكون معنا أو ضدنا». لكن منذ أعلن الرجل عن إخضاع دولة باكستان لحالة الطوارئ، بدأت القلاقل الحقيقية تطل برأسها في ساحة سياسية هشة، فهل ستشكل هذه القلاقل بداية نهاية «الحظ السعيد» للجنرال مشرف.. بل ولدولة باكستان من ورائه؟. والطريف كذلك أن هذا توقع هذه الدراسة كان صائبا. حيث مثلت حالة الطوارئ التي فرضها مشرف نهاية قبضته القوية على السلطة.
- أفكار عن الأمن في إفريقيا (Thinking about security in Africa)

هذه الدراسة منشورة بمجلة «الشؤون الدولية، وهي معدة بقلم: بول د وليام. وتحاول هذه الدراسة الإجابة على أهم الأسئلة المتعلقة بقضية الأمن في القارة السمراء. وتنطلق من أن أية استيراتيجية أمنية في إفريقيا لن يكتب لها النجاح ما لم تعتمد على مخطط ثلاثي الأضلاع هو: الأشخاص والعدالة والتغيير. وتحاول الدراسة الإجابة على الأسئلة التالية: ما هي أولويات الأمن في إفريقيا؟ وما مدى تأثير الأحداث الدولية على الأمن الإفريقي؟ وما هي أهم الثغرات الأمنية الجلية؟.
- دارفور وخيانة المسؤولية (Darfur and the failure of the responsibility to protect)

هذه الدراسة منشورة بمجلة «الشؤون الخارجية»، ومعدة بقلم: ألكس دي وآل. تنطلق من فكرة أن «المجتمع الدولي قد فشل في تحمل مسؤولياته تجاه دارفور نتيجة غياب الإرادة السياسية الطامحة إلى التدخل في ذلك الإقليم المنكوب. وتعالج الدراسة معظم الإشكاليات التي ما زالت حتى اللحظة تشكل عائقا أمام التغلب على مشكلة الحرب الأهلية في ذلك الإقليم».
- بريطانيا والأمن (Britain and Security)

تنطلق فكرة الدراسة من أنه «في الوقت الذي يعد فيه الخوف من غزو قوة خارجية لبريطانيا أمرا غير مطروح، فإن هناك مجموعة من التحديات الأمنية التي بدأت تفرض نفسها على صناع القرار في بريطانيا ويجب عليهم التفكير فيها. هذه التهديدات الأمنية من قبيل: الجريمة المنظمة، والأمراض المعدية، والإرهاب، وتأثيرات ما يجري من مشاكل في أنحاء أخرى من العالم على السلم الداخلي لبريطانيا. ويقدم الكتاب أسئلة أساسية عن هذه التحديات ويحاول أن يقدم مقاربات قد تفيد في التخفيف من هذه التهديدات الأمنية.

## جائزة شاثام هاوس
منذ 2005، بدأ المعهد في منح جائزة سنوية لأكثر شخصية مساهمة في تطوير العلاقات الدولية إيجابيا طيلة العام. وقد وضع المعهد هذه الجائزة من أجل «المساهمة في تطوير العلاقات الدولية وبناء جسور التفاهم بين الحضارات».
الشيخة موزة.. أول امرأة تفوز بالجائزة
كانت الشيخة موزة بنت ناصر المسند، حرم سمو أمير قطر ورئيسة مجلس إدارة مؤسسة قطر للتربية والعلوم وتنمية المجتمع، قد فازت بالجائزة للعام 2007، كأول شخصية عربية وأول امرأة في العالم تقدم لها الجائزة.
وقد تسلمت الشيخة موزة هذه الجائزة من الأمير أندرو دوق يورك، الذي قام بتقديمها نيابة عن الملكة إليزابيث الثانية ملكة بريطانيا، وسط حضور كبير شمل أعضاء تشاتم هاوس وبعضاً من رجال السياسة والأكاديميين والمفكرين والإعلاميين.
وقد أعربت الشيخة موزة في كلمتها في حفل تسلم الجائزة آنذاك عن «أنها لا تعتبر الجائزة تقديرا لذاتها، وإنما تقديرا شمل جميع الذين عملوا معها بشكل متواصل لبلوغ الأهداف المشتركة لها ولزملائها وزميلاتها في كل من المجموعة رفيعة المستوى لتحالف الحضارات واليونسكو ولجميع الموظفين والمتطوعين الذين شاركوا في الرؤية وسعوا في العمل في مؤسسات الدولة المختلفة».
ونوهت الشيخة موزة إلى أن هذه الجائزة هي شهادة على مثابرة زملائها وزميلاتها وإصرارهم على العمل.
كما قالت بأن هذه المناسبة تشكل «فرصة لتقدير متبادل لما بذله تشاتم هاوس في مد الجسور بين الثقافات والحفاظ عليها فضلا عن تقديمه مساهمات في تحليل وتحسين ودعم القضايا ذات الاهتمام الدولي خلال أعوام عديدة».
وقد منح المعهد الملكي الجائزة للشيخة موزة تقديرا للدور الذي تضطلع به محليا ودوليا في مجال التعليم والتنمية الاجتماعية ومد جسور التعاون والتحالف بين الثقافات والحضارات».
كان الاختيار قد وقع على الشيخة موزة من بين خمسة مرشحين هم: كوفي عنان، الأمين العام السابق للأمم المتحدة، وآل غور، نائب الرئيس الأميركي السابق والناشط في مجال مكافحة الاحتباس الحراري، وآلن جونسون، رئيس ليبريا، وماتري آهتتساري المبعوث الخاص للأمم المتحدة في كوسوفو